# Jorge Larena Avellaneda
Jorge Larena-Avellaneda Roig, eller bara Jorge Larena, född 29 september 1981 i Las Palmas på Kanarieöarna i Spanien, är en spansk fotbollsspelare som för närvarande spelar för Huesca i Segunda División av La Liga.
Han kom till Celta Vigo 2005 efter att ha spelat för Atlético Madrid tre säsonger.